# Masters at Work

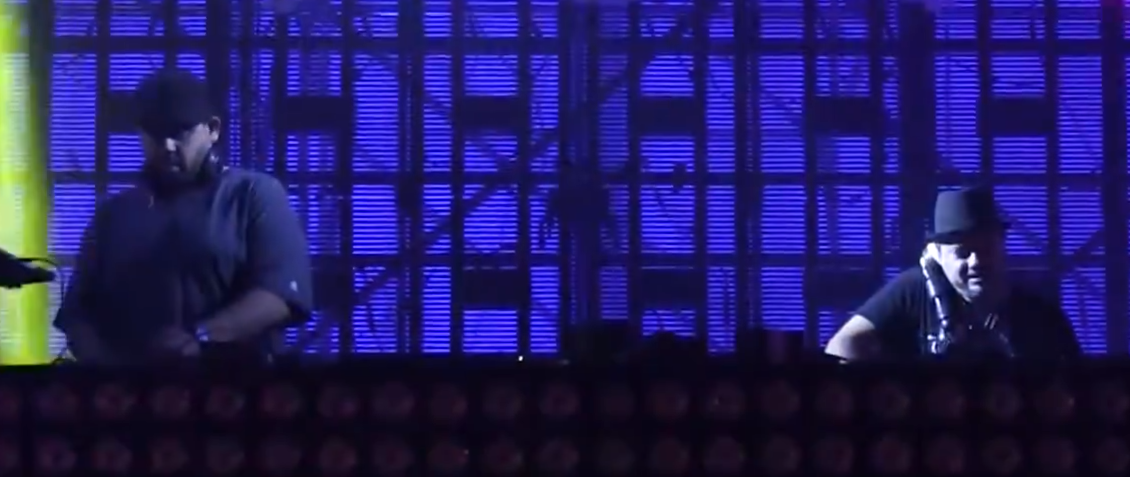
Kenny "Dope" Gonzalez und Little Louie Vega (rechts) bei einem Auftritt von Masters At Work (2013)

Masters at Work ist der Name der in New York beheimateten House-Produzenten und Remixer „Little“ Louie Vega und Kenny „Dope“ Gonzales. Ihre Zusammenarbeit geht auf eine gemeinsame Freundschaft mit Todd Terry zurück, der die beiden zusammenbrachte. Neben Masters at Work haben Vega und Gonzales auch unter den Namen MAW, KenLou, Sole Fusion oder Nuyorican Soul produziert, veröffentlicht oder geremixt.

## Hintergrund
Die Produktionen von Masters at Work gehören primär den Genres Disco House und Vocal House an. Für ihr Projekt Nuyorican Soul wurde aber auch mit vielen „realen“ Musikern und Künstlern wie z. B. Vincent Montana Jr., Roy Ayers, George Benson, Jocelyn Brown, Tito Puente oder einzelnen Mitgliedern des Salsoul Orchestra zusammengearbeitet.
Masters at Work haben eine extensive Liste von mehr als 1.000 Remixen produziert, die sich nicht nur auf Spartenkünstler aus dem Bereich House und Electro erstreckt, sondern vielmehr auch kommerziell stark erfolgreiche Stars wie Madonna, Donna Summer oder Jamiroquai umfasst.

## Diskografie

### Alben
- 1993: The Album
- 1995: The Essential KenLou House Mixes
- 1997: Nuyorican Soul (al Nuyorican Soul)
- 1998: The Remixes (al Nuyorican Soul)
- 2000: The Tenth Anniversary Collection - Part I
- 2000: The Tenth Anniversary Collection - Part II
- 2001: Our Time is Coming

### Kompilationen
- 1995: Ministry of Sound Sessions 5
- 2001: West End Records: The 25th Anniversary Mastermix
- 2004: Defected Presents: Masters at Work – In The House
- 2005: The Kings of House
- 2006: Soul Heaven Presents: Masters at Work
- 2007: Ministry of Sound Chillout Classics
- 2007: Strictly MAW
- 2014: Defected Presents House Masters – Masters At Work
- 2015: Defected Presents House Masters – Masters At Work – Volume Two

### Singles & Remixe
Mit India
- 1992: Ride On The Rhythm (von Louie Vega & Marc Anthony, wrote/background vocals)
- 1993: When You Touch Me and I Can’t Get No Sleep (The Album)
- 1994: Voices In My Mind by Voices (India, Carol Sylvan, Michael Watford)
- 1994: Vibe P.M. (Masters at Work Remix) (featured mit Mondo Grosso)
- 1998: To Be In Love (MAW Remix) (MAW Records: The Collection Volume I)
- 1998: Runaway (Nuyorican Soul)
- 2002: Backfired (Our Time Is Coming)